# دي. تي. جونستون
دي. تي. جونستون هو إداري ومدرب كرة قدم وسياسي أسترالي، ولد في 1889 في بولي ‏ في أستراليا، وتوفي في 20 مايو 1953 في Royal Newcastle Hospital ‏ في أستراليا. انتخب Mayor of Lake Macquarie ‏ (1927 – 1930).